# Lotus 12
Lotus 12 je Lotusov dirkalnik Formule 1 in predvsem Formule 2 uporabljen v sezonah 1958 in 1959. V sezoni 1958 sta z njim nekaj dirk dirkala tovarniška dirkača moštva Team Lotus, Cliff Allison in Graham Hill, pogosteje pa privatniki in privatna moštva. Dirkalnik pa ni bil posebej uspešen v nobeni od kategorij, saj na šestindevetdesetih dirkah ni nobenemu od dirkačev uspelo zmagati, so pa dosegli devet uvrstitev na stopničke. 